# آندریاس ویکر
آندریاس ویکر (آلمانی: Andreas Wecker) (زادهٔ ۲ ژانویه ۱۹۷۰) ژیمناست اهل کشور آلمان است.